# Olax austrosinensis
Olax austrosinensis là một loài thực vật có hoa trong họ Olacaceae. Loài này được Y.R. Ling mô tả khoa học đầu tiên năm 1982.